# 芳村站 (韓國)
芳村站（：／ Bangchon yeok */?）是大邱地鐵1號線沿線的一座地下車站，位於韓國大邱廣域市東区芳村洞。

## 車站結構
站體為2面2線側式月台的地下車站，候車月台設有月台幕門，並有4處出口。

### 月台配置
| 解顏 ↑ |
| \| 上  |
| ↓ 龍溪 |

| 月台 | 路線               | 目的地                       |
| ---- | ------------------ | ---------------------------- |
| 上行 | ●大邱都市铁道1号线 | 半月堂、中央路、舌化椧谷方向 |
| 下行 | ●大邱都市铁道1号线 | 新基、半夜月、安心方向       |

## 历史
- 1998年5月2日：开通啟用。

## 车站周边
- 芳村治安中心
- 芳村市場
- 芳村洞郵局
- 東村農協芳村支社
- 大邱銀行（朝鲜语：대구은행）芳村分行
- KB國民銀行芳村分行
- 大邱芳村初等學校
- 大邱龍湖初等學校

## 圖片

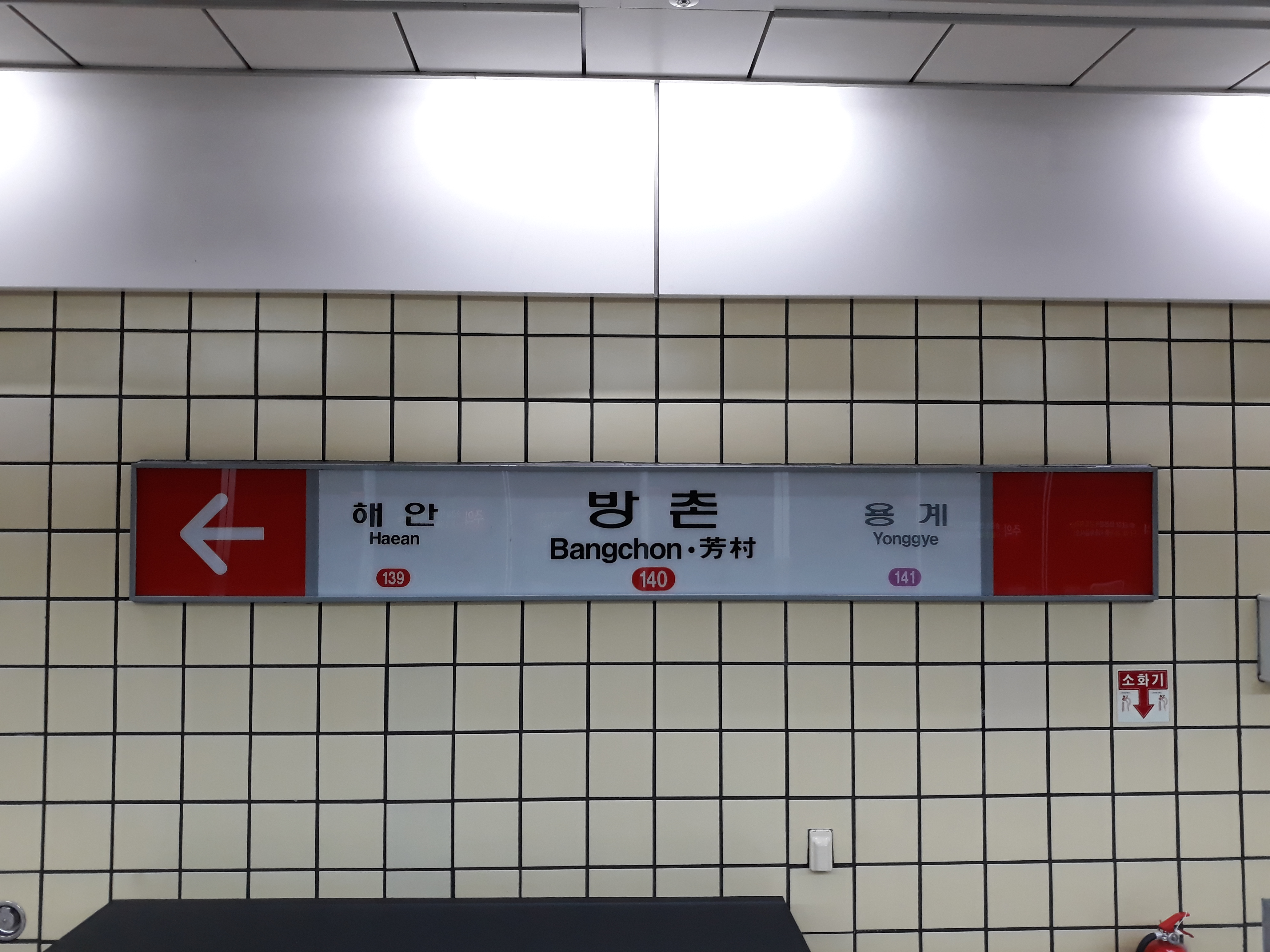
站名牌
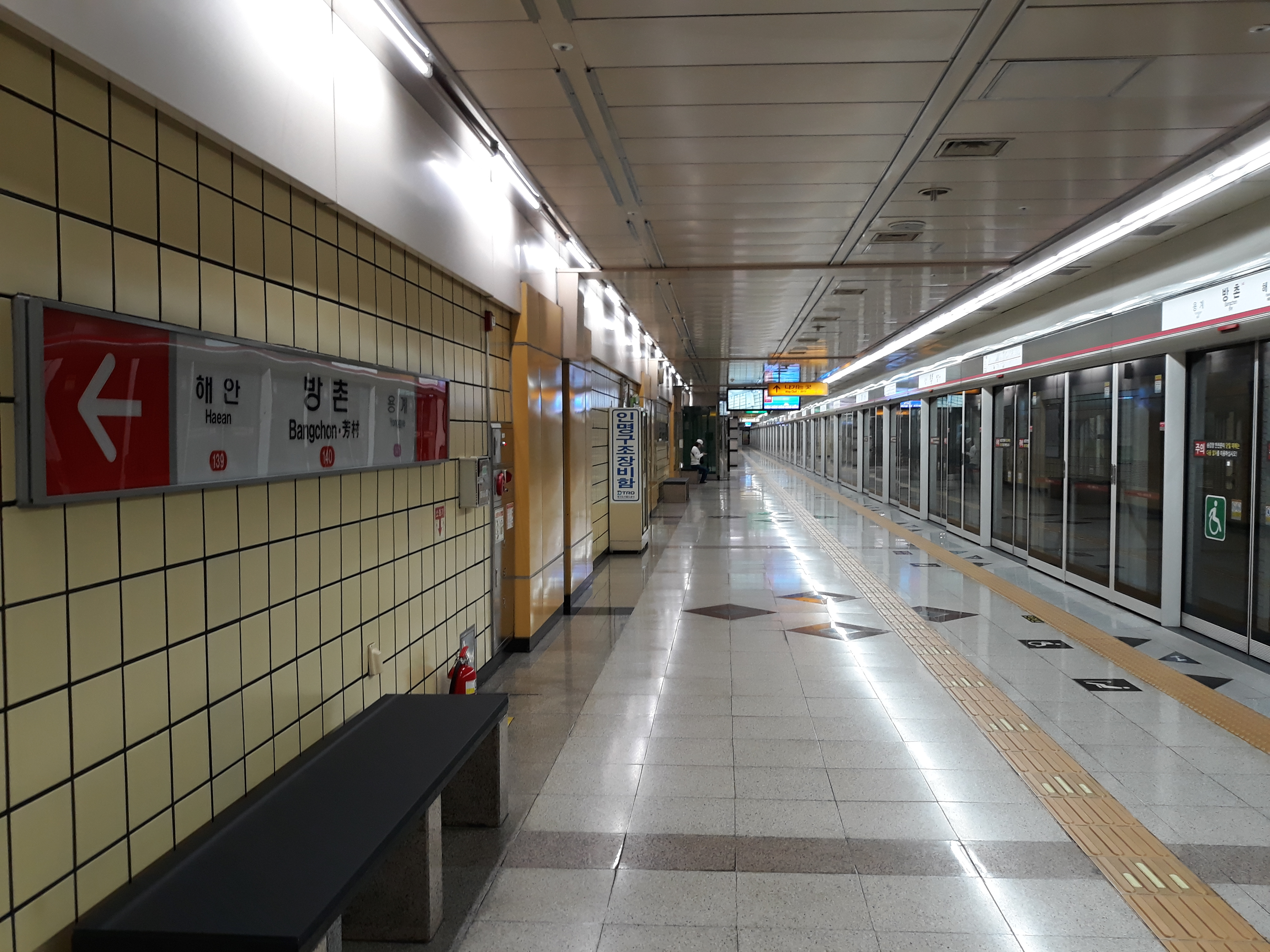
候車月台
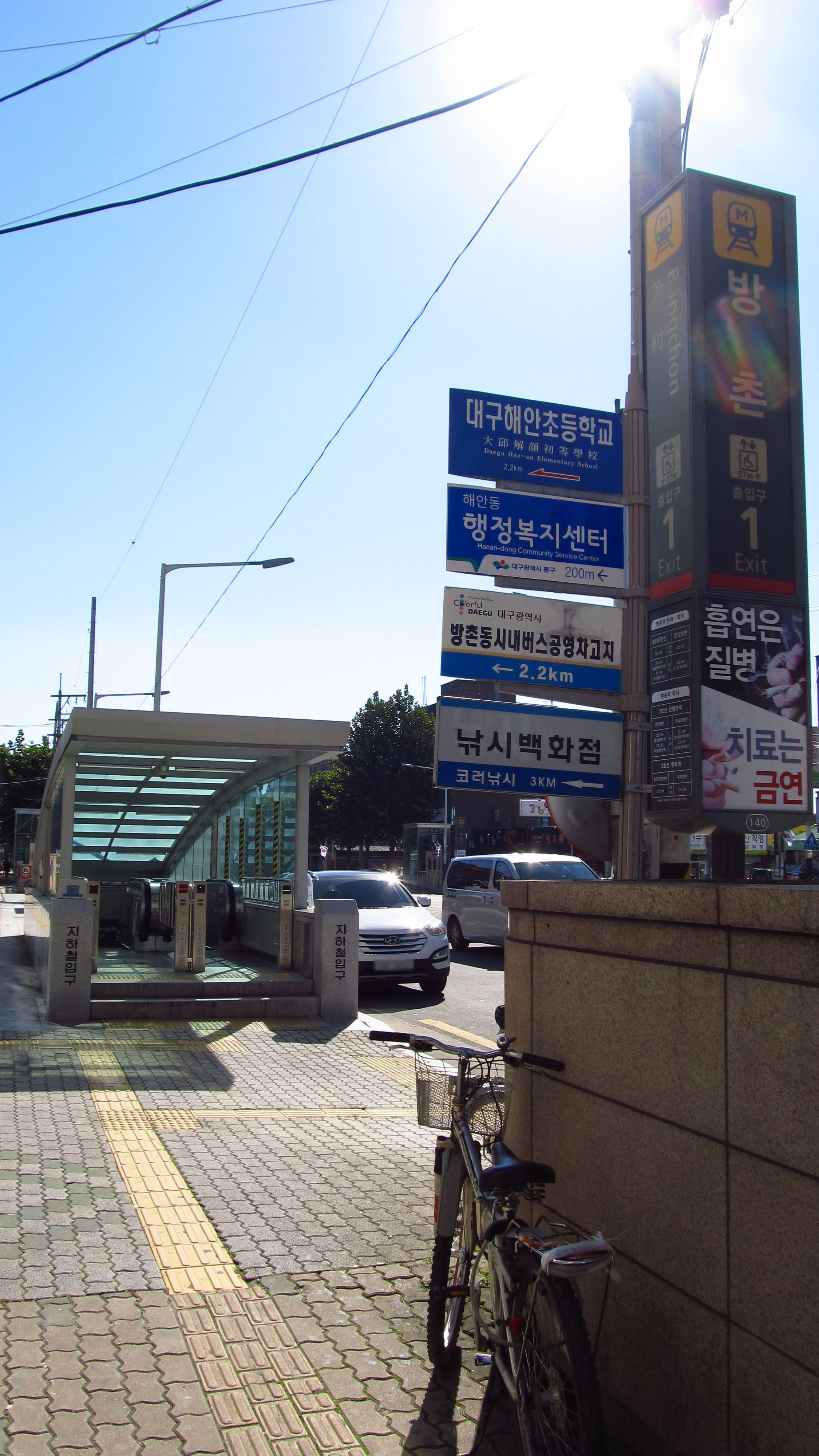
1號出口
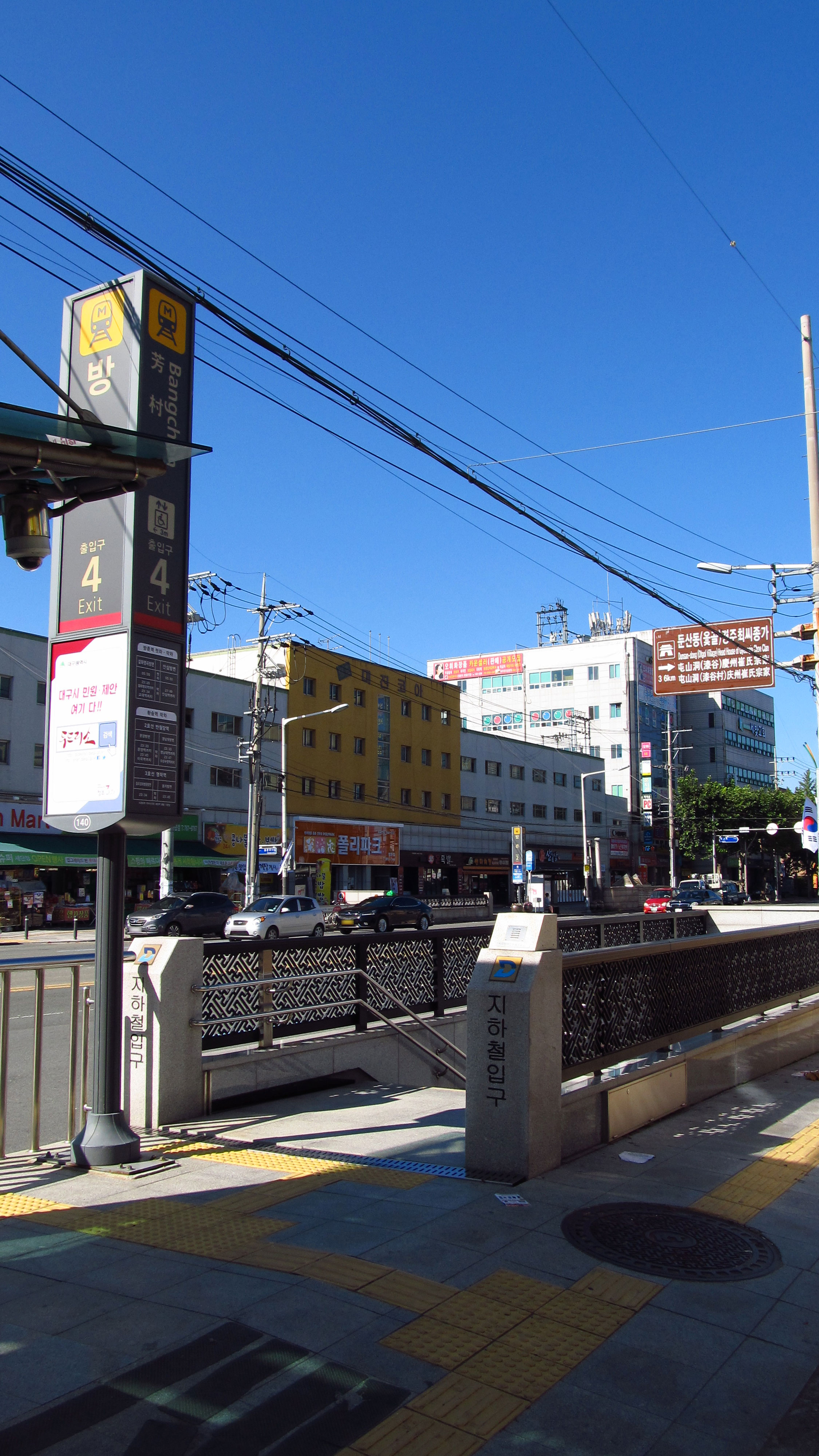
4號出口

## 相鄰車站
大邱都市鐵道公社
●大邱都市铁道1号线
解顏（139）－芳村（140）－龍溪（141）